# Olympische Winterspiele 1964/Teilnehmer (Österreich)
| Gelbes Symbol für Goldmedaillen mit stilisierten Olympischen Ringen | Graues Symbol für Silbermedaillen mit stilisierten Olympischen Ringen | Braundes Symbol für Bronzemedaillen mit stilisierten Olympischen Ringen |
| ------------------------------------------------------------------- | --------------------------------------------------------------------- | ----------------------------------------------------------------------- |
| 4                                                                   | 5                                                                     | 3                                                                       |

Österreich war Gastgeber der Olympischen Winterspiele 1964 in Innsbruck. Die Delegation bestand aus 83 Athleten, davon 69 Männer und 14 Frauen.
Seit 1924 war es die neunte Teilnahme Österreichs an Olympischen Winterspielen.

## Flaggenträger
Die Eiskunstläuferin Regine Heitzer trug die Flagge Österreichs während der Eröffnungsfeier.

## Medaillen
Mit vier gewonnenen Gold-, fünf Silber- und drei Bronzemedaillen belegte das österreichische Team Platz 2 im Medaillenspiegel.

### Medaillenspiegel
| Rang   | Sportart     | Gold | Silber | Bronze | Gesamt |
| ------ | ------------ | ---- | ------ | ------ | ------ |
| 1      | Ski Alpin    | 3    | 2      | 2      | 7      |
| 2      | Rennrodeln   | 1    | 1      | 1      | 3      |
| 3      | Eiskunstlauf | —    | 1      | —      | 1      |
| 3      | Bob          | —    | 1      | —      | 1      |
| Gesamt | Gesamt       | 4    | 5      | 3      | 12     |

### Medaillengewinner
| Name/n                                                     | Sportart     | Wettkampf    |
| ---------------------------------------------------------- | ------------ | ------------ |
| Gold                                                       |              |              |
| Egon Zimmermann                                            | Ski Alpin    | Abfahrt      |
| Pepi Stiegler                                              | Ski Alpin    | Slalom       |
| Christl Haas                                               | Ski Alpin    | Abfahrt      |
| Josef Feistmantl Manfred Stengl                            | Rodeln       | Doppelsitzer |
| Silber                                                     |              |              |
| Karl Schranz                                               | Ski Alpin    | Riesenslalom |
| Edith Zimmermann                                           | Ski Alpin    | Abfahrt      |
| Erwin Thaler Adolf Koxeder Josef Nairz Reinhold Durnthaler | Bob          | Viererbob    |
| Regine Heitzer                                             | Eiskunstlauf | Einzel       |
| Reinhold Senn Helmut Thaler                                | Rodeln       | Doppelsitzer |
| Bronze                                                     |              |              |
| Pepi Stiegler                                              | Ski Alpin    | Riesenslalom |
| Helene Thurner                                             | Rodeln       | Einsitzer    |

## Teilnehmer nach Sportarten

### Biathlon
| Athleten            | Wettbewerbe | Zeit        | Fehler      | Rang |
| ------------------- | ----------- | ----------- | ----------- | ---- |
| Paul Ernst          | 20 km       | DNF         | DNF         | DNF  |
| Hansjörg Farbmacher | 20 km       | 1:36:11,3 h | 4 (3+0+0+1) | 28   |
| Walter Müller       | 20 km       | 1:39:12,3 h | 7 (1+3+2+1) | 34   |
| Adolf Scherwitzl    | 20 km       | 1:48:12,7 h | 6 (1+2+0+3) | 41   |

### Bob
| Athleten                                                   | Wettbewerb | Lauf 1      | Lauf 2      | Lauf 3      | Lauf 4      | Gesamt      | Gesamt |
| Athleten                                                   | Wettbewerb | Lauf 1      | Lauf 2      | Lauf 3      | Lauf 4      | Zeit        | Rang   |
| ---------------------------------------------------------- | ---------- | ----------- | ----------- | ----------- | ----------- | ----------- | ------ |
| Josef Nairz Erwin Thaler                                   | Zweierbob  | 1:05,72 min | 1:06,98 min | 1:06,58 min | 1:06,33 min | 4:25,51 min | 8      |
| Reinhold Durnthaler Franz Isser                            | Zweierbob  | 1:06,94 min | 1:06,71 min | 1:07,40 min | 1:07,04 min | 4:28,09 min | 9      |
| Reinhold Durnthaler Adolf Koxeder Josef Nairz Erwin Thaler | Viererbob  | 1:03,67 min | 1:03,94 min | 1:03,74 min | 1:04,13 min | 4:15,48 min | Silber |
| Andreas Arnold Paul Aste Herbert Gruber Hans Stoll         | Viererbob  | 1:04,65 min | 1:04,40 min | 1:04,43 min | 1:04,25 min | 4:17,73 min | 7      |

### Eishockey
Herren13. Platz
| Athleten | |
| Adolf Bachura Horst Kakl Dieter Kalt senior Christian Kirchberger Hermann Knoll Eduard Mössmer Tassilo Neuwirth Alfred Püls Sepp Puschnig Erich Romauch Adelbert St. John Fritz Spielmann Gustav Tischer Friedrich Turek Fritz Wechselberger Erich Winkler Walter Znenahlik | |
| Trainer | Zdeněk Ujčík                                                                                       |
| Ausscheidungsrunde | Finnland (2:8)                                                                                     |
| Platzierungsrunde (Platz 9–16) | Jugoslawien (6:2) Ungarn (3:0) Japan (5:5) Rumänien (2:5) Italien (5:3) Norwegen (2:8) Polen (1:5) |
| Finalrunde (Platz 1–8) | ausgeschieden                                                                                      |
| Platz | 13                                                                                                 |

### Eiskunstlauf
| Athleten                           | Wettbewerbe | Pflicht | Kür | Platzziffer | Gesamt | Gesamt |
| Athleten                           | Wettbewerbe | Pflicht | Kür | Platzziffer | Punkte | Rang   |
| ---------------------------------- | ----------- | ------- | --- | ----------- | ------ | ------ |
| Emmerich Danzer                    | Herren      | 5       | 3   | 42          | 1824,0 | 5      |
| Peter Jonas                        | Herren      | 9       | 6   | 79          | 1752,0 | 7      |
| Wolfgang Schwarz                   | Herren      | 17      | 13  | 127         | 1695,9 | 15     |
| Regine Heitzer                     | Damen       | 2       | 5   | 22          | 1945,5 | Silber |
| Ingrid Ostler                      | Damen       | 16      | 20  | 171         | 1684,8 | 20     |
| Helli Sengstschmid                 | Damen       | 18      | 3   | 85          | 1782,1 | 9      |
| Wilhelm Bietak Gerlinde Schönbauer | Paarlauf    | -       | -   | 108,0       | 87,7   | 12     |
| Ferry Dedovich Inge Strell         | Paarlauf    | -       | -   | 129,0       | 83,6   | 15     |

### Eisschnelllauf
| Athleten         | Wettbewerbe | Zeit        | Rang |
| ---------------- | ----------- | ----------- | ---- |
| Erich Korbel     | 1500 m      | DSQ         | DSQ  |
| Josef Reisinger  | 1500 m      | 2:27,8 min  | 51   |
| Reinhold Seeböck | 5000 m      | 8:29,6 min  | 37   |
| Gerhard Strutz   | 5000 m      | 8:50,4 min  | 42   |
| Hermann Strutz   | 1500 m      | 2:18,0 min  | 33   |
| Hermann Strutz   | 5000 m      | 7:48,3 min  | 5    |
| Hermann Strutz   | 10.000 m    | 16:42,6 min | 11   |
| Peter Toyfl      | 500 m       | 43,7 s      | 36   |
| Peter Toyfl      | 1500 m      | 2:24,2 min  | 48   |
| Manfred Zojer    | 500 m       | 43,5 s      | 35   |

### Nordische Kombination
| Athleten              | Skispringen | Skispringen | Skilanglauf | Skilanglauf | Punkte | Rang |
| Athleten              | Punkte      | Rang        | Punkte      | Rang        | Punkte | Rang |
| --------------------- | ----------- | ----------- | ----------- | ----------- | ------ | ---- |
| Waldemar Heigenhauser | 210,4       | 11          | 158,32      | 24          | 378,72 | 19   |
| Leopold Kohl          | 181,6       | 25          | 160,26      | 29          | 341,86 | 28   |
| Willi Köstinger       | 225,5       | 5           | 188,18      | 18          | 413,68 | 10   |
| Franz Scherübl        | 169,6       | 27          | 169,00      | 24          | 338,60 | 29   |

### Rodeln
| Athlet                          | Wettbewerb   | Lauf 1  | Lauf 2      | Lauf 3  | Lauf 4  | Gesamt      | Gesamt |
| Athlet                          | Wettbewerb   | Lauf 1  | Lauf 2      | Lauf 3  | Lauf 4  | Zeit        | Rang   |
| ------------------------------- | ------------ | ------- | ----------- | ------- | ------- | ----------- | ------ |
| Frauen                          |              |         |             |         |         |             |        |
| Antonia Lanthaler               | Einsitzer    | 54,30 s | DNF         | DNF     | DNF     | DNF         | DNF    |
| Friederike Matejka              | Einsitzer    | 53,61 s | 52,98 s     | 53,94 s | 54,15 s | 3:34,68 min | 7      |
| Helene Thurner                  | Einsitzer    | 52,08 s | 52,08 s     | 52,42 s | 52,48 s | 3:29,06 min | Bronze |
| Männer                          |              |         |             |         |         |             |        |
| Josef Feistmantl                | Einsitzer    | 52,14 s | 52,58 s     | 53,51 s | 53,11 s | 3:31,34 min | 5      |
| Reinhold Senn                   | Einsitzer    | 52,32   | 1:03,85 min | 53,43 s | 53,37 s | 3:42,97 min |        |
| Manfred Schmid                  | Einsitzer    | 53,27 s | 52,86 s     | 53,82 s | 54,09 s | 3:34,04 min | 9      |
| Franz Tiefenbacher              | Einsitzer    | 53,31 s | 53,04 s     | 54,00 s | 53,51 s | 3:33,86 min | 8      |
| Josef Feistmantl Manfred Stengl | Doppelsitzer | 50,57 s | 51,05 s     | -       | -       | 1:41,62 min | Gold   |
| Reinhold Senn Helmut Thaler     | Doppelsitzer | 51,02 s | 50,89 s     | -       | -       | 1:41,91 min | Silber |

### Ski Alpin
| Athleten         | Wettbewerbe  | 1. Lauf     | 2. Lauf     | Gesamt      | Gesamt |
| Athleten         | Wettbewerbe  | 1. Lauf     | 2. Lauf     | Zeit        | Rang   |
| ---------------- | ------------ | ----------- | ----------- | ----------- | ------ |
| Frauen           |              |             |             |             |        |
| Edda Kainz       | Abfahrt      | -           | 2:02,69 min | 22          | 22     |
| Christl Haas     | Abfahrt      | -           | -           | 1:55,39 min | Gold   |
| Christl Haas     | Riesenslalom | -           | -           | 1:53,86 min | 4      |
| Christl Haas     | Slalom       | 46,43 s     | 48,68 s     | 1:35,11 min | 6      |
| Traudl Hecher    | Abfahrt      | -           | -           | 1:56,66 min | Bronze |
| Traudl Hecher    | Riesenslalom | -           | -           | 1:54,55 min | 8      |
| Traudl Hecher    | Slalom       | 44,52 s     | DNF         | DNF         | DNF    |
| Marianne Jahn    | Riesenslalom | -           | -           | 1:55,95 min | 13     |
| Marianne Jahn    | Slalom       | DNF         | DNF         | DNF         | DNF    |
| Edith Zimmermann | Abfahrt      | -           | -           | 1:56,42 min | Silber |
| Edith Zimmermann | Riesenslalom | -           | -           | 1:54,21 min | 6      |
| Edith Zimmermann | Slalom       | 46,24 s     | 48,03 s     | 1:34,27 min | 5      |
| Männer           |              |             |             |             |        |
| Egon Zimmermann  | Abfahrt      | -           | -           | 2:18,16 min | Gold   |
| Egon Zimmermann  | Riesenslalom | DNF         | DNF         | DNF         | DNF    |
| Hias Leitner     | Slalom       | 1:17,07 min | 1:02,57 min | 2:19,64 min | 21     |
| Gerhard Nenning  | Abfahrt      | -           | -           | 2:19,98 min | 7      |
| Gerhard Nenning  | Riesenslalom | -           | -           | 1:49,68 min | 8      |
| Gerhard Nenning  | Slalom       | 1:10,29 min | 1:02,91 min | 2:13,20 min |        |
| Pepi Stiegler    | Riesenslalom | -           | -           | 1:48,05 min | Bronze |
| Pepi Stiegler    | Slalom       | 1:09,03 min | 1:02,10 min | 2:11,13 min | Gold   |
| Heinrich Messner | Abfahrt      | -           | -           | 2:20,74 min | 10     |
| Karl Schranz     | Abfahrt      | -           | -           | 2:20,98 min | 11     |
| Karl Schranz     | Riesenslalom | -           | -           | 1:47,09 min | Silber |
| Karl Schranz     | Slalom       | 1:10,04 min | 1:11,54 min | 2:21,58 min | 24     |

### Langlauf
| Athleten                                                     | Wettbewerbe       | Zeit        | Rang |
| ------------------------------------------------------------ | ----------------- | ----------- | ---- |
| Frauen                                                       |                   |             |      |
| Heiderun Ludwig                                              | 5 km              | 20:11,3 min | 20   |
| Heiderun Ludwig                                              | 10 km             | 47:27,6 min | 25   |
| Männer                                                       |                   |             |      |
| Hansjörg Farbmacher                                          | 30 km             | 1:41:37,1 h | 36   |
| Andreas Janc                                                 | 30 km             | 1:40:23,3 h | 31   |
| Andreas Janc                                                 | 50 km             | 2:58:43,8 h | 21   |
| Anton Kogler                                                 | 15 km             | 59:10,6 min | 53   |
| Hermann Lackner                                              | 15 km             | 58:04,0 min | 48   |
| Hermann Mayr                                                 | 30 km             | 1:48:53,3 h | 56   |
| Hermann Mayr                                                 | 50 km             | 3:08:48,6 h | 33   |
| Günther Rieger                                               | 15 km             | 1:01:07,3 h | 59   |
| Hubert Schrott                                               | 15 km             | 59:01,7 min | 52   |
| Franz Vetter                                                 | 30 km             | DNF         | DNF  |
| Hansjörg Farbmacher Andreas Janc Anton Kogler Günther Rieger | 4 × 10 km Staffel | 2:34:48,9 h | 11   |

### Skispringen
| Athleten          | Wettbewerb    | 1. Durchgang | 1. Durchgang | 2. Durchgang | 2. Durchgang | 3. Durchgang | 3. Durchgang | Gesamt | Gesamt |
| Athleten          | Wettbewerb    | Weite        | Punkte       | Weite        | Punkte       | Weite        | Punkte       | Punkte | Rang   |
| ----------------- | ------------- | ------------ | ------------ | ------------ | ------------ | ------------ | ------------ | ------ | ------ |
| Willi Egger       | Normalschanze | 71,5 m       | 91,7         | 71,0 m       | 94,5         | 71,5 m       | 92,9         | 187,4  | 44     |
| Willi Egger       | Großschanze   | 86,5 m       | 100,0        | 87,0 m       | 106,0        | 80,5 m       | 98,7         | 206,0  | 12     |
| Otto Leodolter    | Normalschanze | 72,0 m       | 96,4         | 74,0 m       | 99,7         | 72,0 m       | 97,6         | 197,3  | 28     |
| Otto Leodolter    | Großschanze   | 87,0 m       | 101,1        | 85,0 m       | 102,9        | 73,5 m       | 88,9         | 204,0  | 17     |
| Sepp Lichtenegger | Normalschanze | 74,5 m       | 93,4         | 75,0 m       | 102,1        | 75,0 m       | 103,3        | 205,5  | 11     |
| Sepp Lichtenegger | Großschanze   | 77,5 m       | 48,9         | 87,0 m       | 102,0        | 58,0 m       | 77,9         | 179,9  | 43     |
| Baldur Preiml     | Normalschanze | 75,0 m       | 101,1        | 76,0 m       | 103,5        | 73,5 m       | 99,2         | 204,6  | 13     |
| Baldur Preiml     | Großschanze   | 84,5 m       | 96,1         | 87,0 m       | 106,0        | 78,0 m       | 97,2         | 203,2  | 18     |